# Adama Sanogo
Adama Sanogo (Bamaco, 12 de fevereiro de 2002) é um jogador maliano profissional de basquete que atualmente joga pelo Chicago Bulls da National Basketball Association (NBA) e pelo Windy City Bulls da G-League.
Ele jogou basquete universitário pela Universidade de Connecticut. Em 2023, ele conquistou o título nacional universitário e foi nomeado o MVP do Final Four.

## Início da vida e carreira no ensino médio
Sanogo cresceu em Bamaco, Mali, e jogou futebol antes de mudar para o basquete em 2014. Seu tio, o olheiro de basquete Tidiane Dramé, o convenceu a começar a jogar basquete. Um ano depois, Sanogo se mudou para os Estados Unidos para jogar na Our Savior New American School em Centereach, Nova York. Ele transferiu-se para The Patrick School em Hillside, Nova Jersey, devido a uma mudança de treinador em sua escola anterior. Em sua última temporada, ele teve médias de 13,3 pontos e 10,5 rebotes. Sanogo competiu pelo New York Rens no circuito da Amateur Athletic Union. Recruta consensual de quatro estrelas, ele se comprometeu a jogar basquete universitário pela UConn.

## Carreira universitária
Sanogo se tornou titular no terceiro jogo de sua temporada de calouro na UConn. Em 3 de março de 2021, ele registrou sua maior pontuação da temporada com 16 pontos, nove rebotes e dois bloqueios em uma vitória por 69–58 sobre Seton Hall. Como calouro, Sanogo teve médias de 7,3 pontos e 4,8 rebotes, sendo chamado para a Equipe de Novatos da Big East. Em 24 de novembro de 2021, ele marcou 30 pontos, a maior pontuação da carreira, em uma vitória por 115-109 na prorrogação dupla contra Auburn. Em 1º de dezembro, Sanogo sofreu uma lesão abdominal e ficou de fora por várias semanas. Ele foi nomeado para o Primeiro Time da Big East.
Em 4 de abril de 2023, Sanogo conquistou o título nacional e foi nomeado o MVP do Final Four. Ele se tornou o primeiro jogador nascido na África desde Hakeem Olajuwon (1983) a ganhar o prêmio.

## Carreira profissional
Após não ser selecionado no draft da NBA de 2023, Sanogo assinou um contrato de duas vias com o Chicago Bulls em 10 de julho de 2023.
Em 28 de dezembro de 2023, Sanogo fez sua estreia na NBA pelos Bulls em uma derrota por 120-104 para o Indiana Pacers. No próximo jogo em que atuou pelo Chicago, em 2 de janeiro de 2024, Sanogo marcou 8 pontos, 4 rebotes e 6 assistências em uma derrota por 110-97 para o Philadelphia 76ers. No que se tornou apenas seu nono jogo na NBA em 12 de abril, Sanogo registrou um duplo-duplo de 20/20 com 22 pontos e 20 rebotes (incluindo 10 rebotes ofensivos) em uma vitória por 129-127 sobre o Washington Wizards, tornando-se o primeiro novato desde Earl Williams em 1975 a registrar um jogo de 20 pontos e 20 rebotes vindo do banco.

## Carreira na seleção nacional
Sanogo ganhou uma medalha de ouro representando Mali no Afrobasket Sub-16 em 2017 com médias de 10,5 pontos e 8,0 rebotes. No Campeonato Mundial Sub-17 em 2018, ele teve médias de 6,0 pontos e 7,0 rebotes.

## Estatísticas da carreira

### NBA

#### Temporada regular
| Ano     | Equipe  | PJ | PT | MPJ | AP   | 3P | LL   | RT  | AS | BR | TO | PPJ |
| ------- | ------- | -- | -- | --- | ---- | -- | ---- | --- | -- | -- | -- | --- |
| 2023–24 | Chicago | 9  | 0  | 7.3 | .519 | —  | .667 | 4.0 | .0 | .1 | .0 | 4.0 |

### Universitário
| Ano      | Equipe   | PJ | PT | MPJ  | AP   | 3P   | LL   | RT  | AS  | BR | TO  | PPJ  |
| -------- | -------- | -- | -- | ---- | ---- | ---- | ---- | --- | --- | -- | --- | ---- |
| 2020–21  | UConn    | 23 | 20 | 17.0 | .554 | –    | .577 | 4.8 | .6  | .4 | .9  | 7.3  |
| 2021–22  | UConn    | 29 | 28 | 29.2 | .504 | .000 | .686 | 8.8 | 1.0 | .9 | 1.9 | 14.8 |
| 2022–23  | UConn    | 39 | 39 | 26.5 | .606 | .365 | .766 | 7.7 | 1.3 | .7 | .8  | 17.2 |
| Carreira | Carreira | 91 | 87 | 24.2 | .554 | .182 | .676 | 7.1 | .9  | .6 | 1.2 | 13.1 |